# Campeonato Colombiano de Futebol – Segunda Divisão
A Categoría Primera B ou Segunda Divisão do Campeonato Colombiano de Futebol (Torneo BetPlay Dimayor, por questão de patrocínio da empresa de apostas BetPlay) é a segunda mais importante competição de futebol profissional da Colômbia. O torneio é organizado pela División Mayor del Fútbol Colombiano (DIMAYOR), entidade independente da Federação Colombiana de Futebol (FCF)

## Títulos por clube
| Clube                   | Total | Anos                |
| ----------------------- | ----- | ------------------- |
| Atlético Huila          | 3     | 1992, 1997, 2020    |
| Cúcuta Deportivo        | 3     | 1995–96, 2005, 2018 |
| Boyacá Chicó            | 3     | 2003, 2017, 2022    |
| Real Cartagena          | 3     | 1999, 2004, 2008    |
| Atlético Bucaramanga    | 2     | 1995, 2015          |
| Cortuluá                | 2     | 1993, 2009          |
| Deportes Quindío        | 2     | 2001, 2021-I        |
| Deportivo Pasto         | 2     | 1998, 2011          |
| Deportivo Pereira       | 2     | 2000, 2019          |
| Envigado                | 2     | 1991, 2007          |
| Unión Magdalena         | 2     | 2021-II, 2024       |
| Alianza Petrolera       | 1     | 2012                |
| América de Cali         | 1     | 2016                |
| Centauros Villavicencio | 1     | 2002                |
| Deportes Tolima         | 1     | 1994                |
| Deportivo Unicosta      | 1     | 1996–97             |
| Itagüí Ditaires         | 1     | 2010                |
| Jaguares                | 1     | 2014                |
| La Equidad              | 1     | 2006                |
| Patriotas               | 1     | 2023                |
| Uniautónoma             | 1     | 2013                |